# God Is a Bullet
God Is a Bullet ist ein Actionthriller von Nick Cassavetes. Der Film basiert auf dem gleichnamigen Roman von Boston Teran.
Die Literaturverfilmung kam am 23. Juni 2023 in den USA in die Kinos.

## Handlung
Der Film folgt dem Detektiv Bob Hightower, der feststellt, dass seine Ex-Frau ermordet und seine Tochter von einer satanischen Sekte entführt wurde. Hightower, frustriert über die verpatzten offiziellen Ermittlungen, tritt aus der Polizei aus und nimmt die Sache selbst in die Hand, indem er den geheimen Kult infiltriert, um seine Tochter zu retten. Mit Hilfe der hoch geschädigten Case Hardin, der einzigen Frau, die der Sekte entkommen konnte, begibt sich Hightower mit dem Fährmann in den Kaninchenbau, um seine Tochter vor dem wahnsinnigen aber charismatischen Anführer Cyrus zu retten.

## Produktion
Die Dreharbeiten fanden im Mai 2021 in Mexiko-Stadt und im August 2021 in New Mexico statt.